# Poker en 2006
Cet article résume les événements liés au monde du poker en 2006.

## Tournois majeurs

### World Series of Poker 2006
À compter de cette édition, les tournois se déroulent intégralement au Rio All Suite Hotel and Casino.
Jamie Gold remporte le Main Event, le plus gros de l'histoire des WSOP, avec 8 773 joueurs, 82 512 162 $ de dotation, dont 12 millions pour le vainqueur.

### World Poker Tour Saison 4
| Étape                                | Vainqueur          |
| ------------------------------------ | ------------------ |
| PokerStars Caribbean Poker Adventure | Steve Paul-Ambrose |
| World Poker Open                     | Scotty Nguyen      |
| Borgata Winter Poker Open            | Michael Mizrachi   |
| L.A. Poker Classic                   | Alan Goehring      |
| Bay 101 Shooting Star                | Nam Le             |
| World Poker Challenge                | Arnold Spee        |
| Foxwoods Poker Classic               | Victor Ramdin      |
| WPT Championship                     | Joe Bartholdi      |

### World Poker Tour Saison 5
| Étape                             | Vainqueur           |
| --------------------------------- | ------------------- |
| Mirage Poker Showdown             | Stanley Weiss       |
| Mandalay Bay Poker Championship   | Joe Tehan           |
| Grand Prix de Paris               | Christian Grundtvig |
| Legends of Poker                  | Joe Pelton          |
| Borgata Poker Open                | Mark Newhouse       |
| Festa Al Lago                     | Andreas Walnum      |
| Canadian Open Championship        | Scott Clements      |
| North American Poker Championship | Soren Turkewitsch   |
| World Poker Finals                | Nenad Medic         |
| Five Diamond World Poker Classic  | Joe Hachem          |

### European Poker Tour Saison 2
| Étape       | Vainqueur     |
| ----------- | ------------- |
| Copenhague  | Mads Andersen |
| Deauville   | Mats Iremark  |
| Monte-Carlo | Jeff Williams |

### European Poker Tour Saison 3
| Étape     | Vainqueur         |
| --------- | ----------------- |
| Barcelone | Bjørn-Erik Glenne |
| Londres   | Victoria Coren    |
| Baden     | Duc Thang Nguyen  |
| Dublin    | Roland De Wolfe   |

### Crown Australian Poker Championships 2006
Lee Nelson remporte le Main Event et John Juanda le High Roller.

## Poker Hall of Fame
Billy Baxter et T. J. Cloutier sont intronisés.

## Décès
- 12 avril : Puggy Pearson (né le 19 janvier 1929)